# Frontignan-Savès
Frontignan-Savès ist eine französische Gemeinde mit 67 Einwohnern (Stand 1. Januar 2022) im Département Haute-Garonne in der Region Okzitanien (zuvor Midi-Pyrénées). Die Einwohner werden als Frontignanais bezeichnet.

## Geographie
Umgeben wird Frontignan-Savès von den vier Nachbargemeinden:
|             | Garravet                                    |                        |
| Martisserre | Kompassrose, die auf Nachbargemeinden zeigt | Saint-Lizier-du-Planté |
|             | Mauvezin                                    |                        |

## Bevölkerungsentwicklung
| Jahr                      | 1962 | 1968 | 1975 | 1982 | 1990 | 1999 | 2006 | 2011 | 2016 | 2019 |
| ------------------------- | ---- | ---- | ---- | ---- | ---- | ---- | ---- | ---- | ---- | ---- |
| Einwohner                 | 72   | 68   | 65   | 71   | 46   | 49   | 56   | 62   | 68   | 73   |
| Quelle: Cassini und INSEE |      |      |      |      |      |      |      |      |      |      |

## Sehenswürdigkeiten
Siehe auch: Liste der Monuments historiques in Frontignan-Savès
- Kirche St-Blaise, erbaut im 15. Jahrhundert
- Schloss Saint-Orens